# Torre Lugano
La Torre Lugano est un gratte-ciel de logements de 158 mètres de hauteur construit à Benidorm de 2004 à 2008. Sa construction a coûté 40 millions de $.
L'immeuble comporte 204 logements et 5 niveaux de parking souterrain.
En 2014 c'est le troisième plus haut gratte-ciel de Benidorm et l'un des dix plus hauts d'Espagne.
L'architecte de l'immeuble est Adolfo Rodríguez